# Nops nitidus
Nops nitidus är en spindelart som beskrevs av Simon 1907. Nops nitidus ingår i släktet Nops och familjen Caponiidae. Inga underarter finns listade i Catalogue of Life.